# 今野賢三

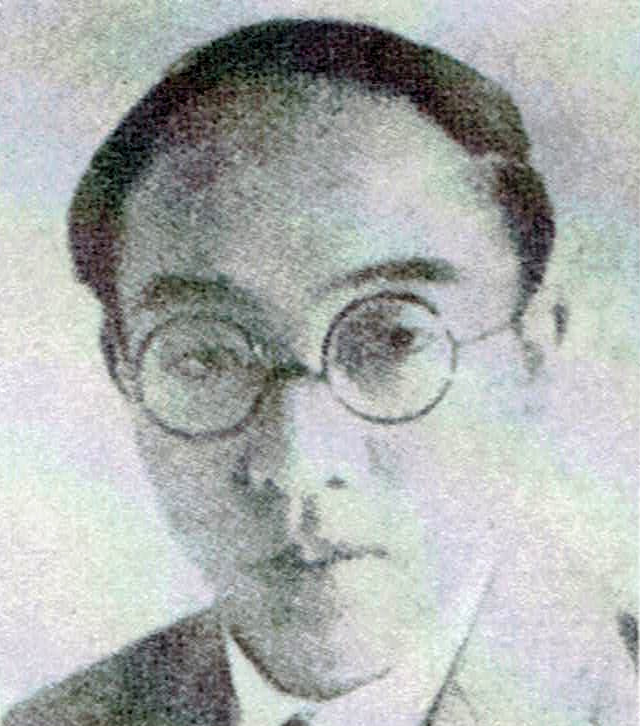
日本現代文学研究会『現代日本小説大系』第42巻（1949）より

今野 賢三（いまの けんぞう、1893年8月26日 - 1969年10月18日）は、プロレタリア文学の作家。秋田県南秋田郡土崎港町（現・秋田市）生まれ。本名・賢蔵。
土崎小学校卒業後、店員、職工、弁士などの職を転々とし、1921年に同級生の小牧近江、金子洋文らと秋田でプロレタリア文学の文芸雑誌『種蒔く人』を創刊。のち『文藝戦線』同人となり、1927年労農芸術家連盟に参加。

## 著書
- 『闇に悶ゆる 暁第1巻』 新潮社 1924
- 『薄明のもとに 暁第2巻』 新潮社 1925
- 『光に生きる 暁第3巻』 新潮社 1927
- 『汽笛』 鉄道生活社 1928
- 『プロレタリヤ恋愛観 如何に新しく恋愛すべきか』 世界社 1930
- 『女工戦 新作長篇小説選集』 日本評論社 1930
- 『如何に生くべきか 新人生観の確立』 大東出版社 1936
- 『黎明に戦ふ』 春秋社 1936
- 『苦の親鸞』 大東出版社 1937
- 『青年と恋愛』 大東出版社 1937
- 『小説松下村塾』 金星堂 1940
- 『前田正名』 新潮社 1943
- 『稲の新品種の創選者阿部亀治』 日本出版社 1943 (近世日本興業偉人伝)
- 『開田の光』 新潮社 1944
- 『異郷の月』 偕成社 1949
- 『佐藤信淵 偉大なる先駆者』 信友社 1953
- 『秋田県労農運動史』（編著）秋田県労農運動史刊行会 1954

復刊など
- 『花塵録』 「種蒔く人」今野賢三青春日記 佐々木久春編　無明舎出版 1982.11
- 『女工戦』 ゆまに書房 2004 (新・プロレタリア文学精選集)